# Giraudia
Giraudia is een geslacht van insecten uit de orde vliesvleugeligen (Hymenoptera) en de familie Ichneumonidae.

## Soorten
- G. ferruginea (Cushman, 1935)
- G. fulva Townes & Gupta, 1962
- G. grisescens (Gravenhorst, 1829)
- G. gyratoria (Thunberg, 1822)
- G. leucopsis Townes, 1962
- G. magnispiracularis (Uchida, 1932)
- G. minor Townes, 1962
- G. plana (Provancher, 1874)
- G. punctifera Townes & Gupta, 1962
- G. rufa (Provancher, 1874)
- G. semiflava Townes & Gupta, 1962
- G. spinosa Uchida, 1936
- G. subaequalis Townes, 1962
- G. teranishii Uchida, 1930